# Fort Christiansværn
Fort Christiansværn is een fort in de haven van Christiansted op het eiland Saint Croix in de Amerikaanse Maagdeneilanden. Het is tussen 1733 en 1749 gebouwd. Het is het oudste bestaande gebouw van stad. Sinds 1976 wordt het gebruikt als museum.

## Geschiedenis
Op 13 juni 1733 werd Saint Croix gekocht door de Deense West-Indische en Guineese Compagnie. Christiansted werd gepland als nieuwe hoofdplaats en vernoemd naar koning Christiaan VI van Denemarken. In 1645 was door de Fransen het kleine Fort Saint John gebouwd, maar het was verlaten en verwoest door een orkaan. In september 1733 werd begonnen met de constructie van Fort Christiansværn op de locatie van Fort Saint John. Het werd gebouwd door Afrikaanse slaven en Deense soldaten. In 1749 was het fort gereed.
Fort Christiansværn is een bijna vierkant fort van 40 bij 44 meter. In de hoeken aan de waterkant zijn bastions geplaatst, en aan de landzijde ravelijnen. In 1740 werd binnen het fort een pakhuis gebouwd dat werd gebruikt als slavenmarkt. Fort Christiansværn werd ook gebruikt als gevangenis. In 1750 had Rachel Faucette, de moeder van Alexander Hamilton, een paar maanden in de cel gezeten. Hamilton was een van de Founding Fathers, de grondleggers van de Verenigde Staten.
Deens-West-Indië werd twee keer veroverd door het Verenigd Koninkrijk, maar in beide gevallen gaf de regering zich over, en werd Fort Christiansværn niet gebruikt voor oorlogsvoering.
Fort Christiansværn had een militaire functie tot 1878, toen het werd verbouwd tot politiebureau en rechtbank. In 1952 werd het fort onderdeel van de Christiansted National Historic Site. Het fort kreeg in 1976 monumentenstatus, en werd gerestaureerd en verbouwd tot museum. In het museum wordt een overzicht gegeven van de geschiedenis van Christiansted en het eiland Saint Croix.

## Galerij

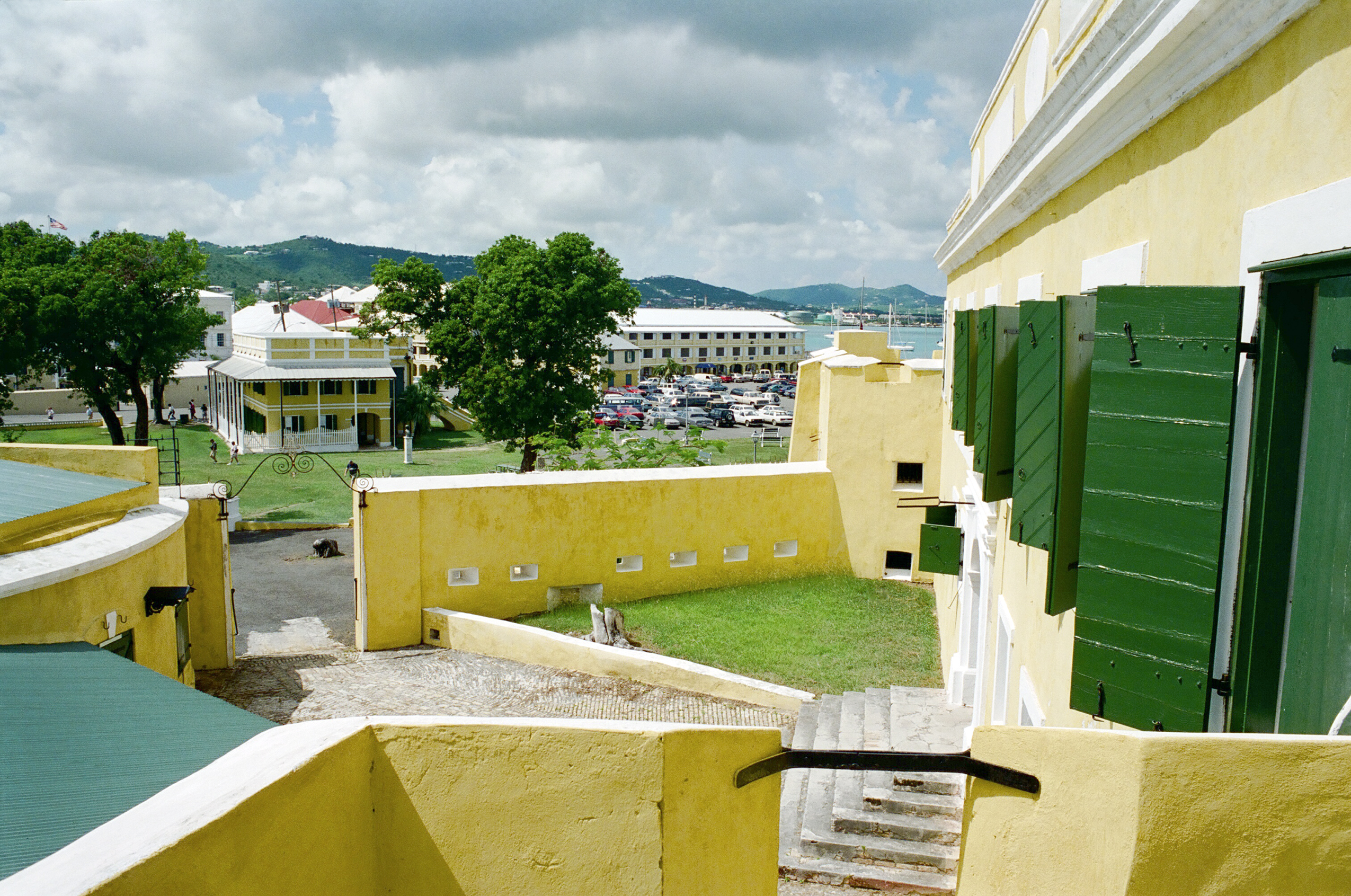
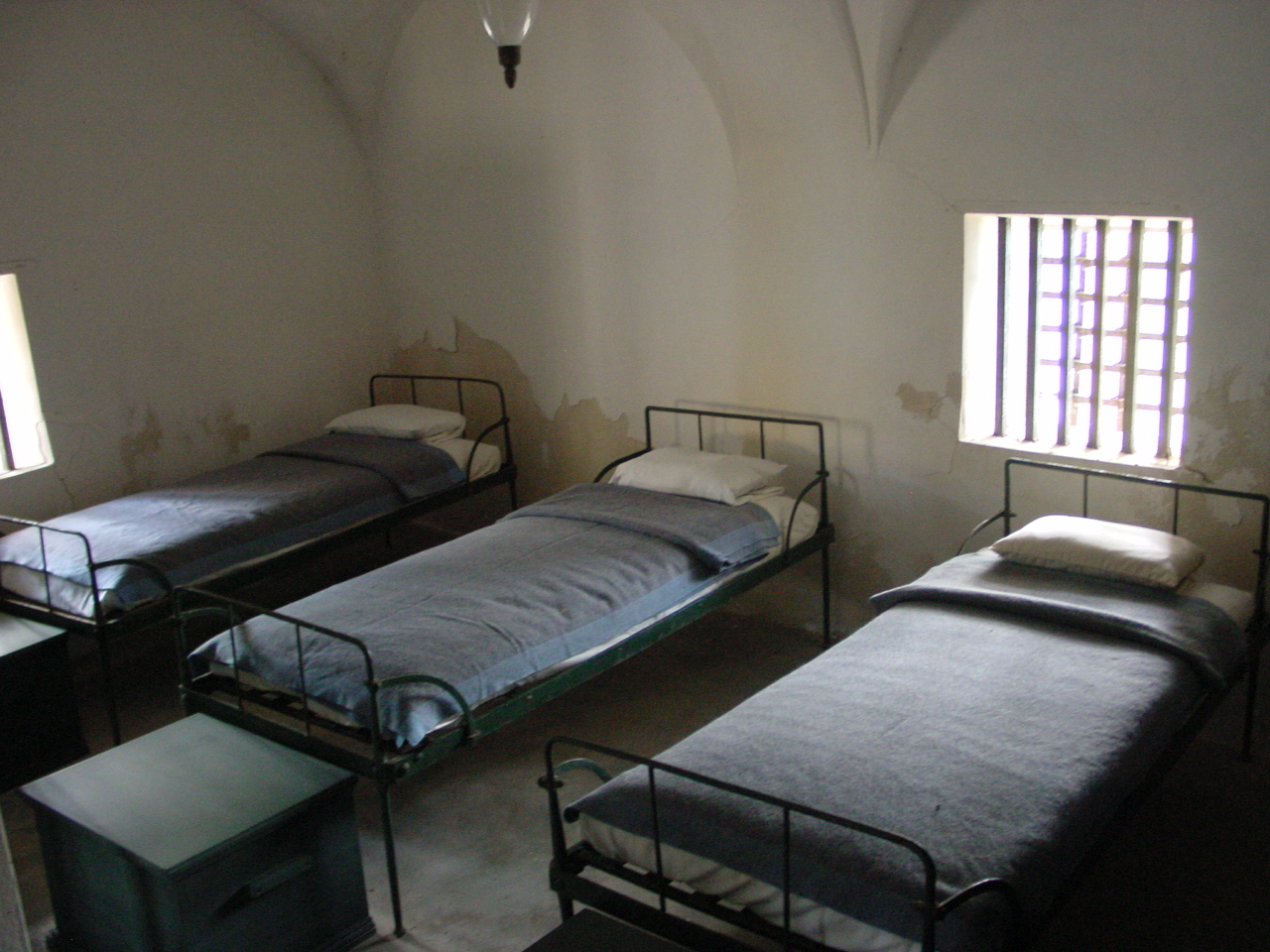
Barakken in het fort
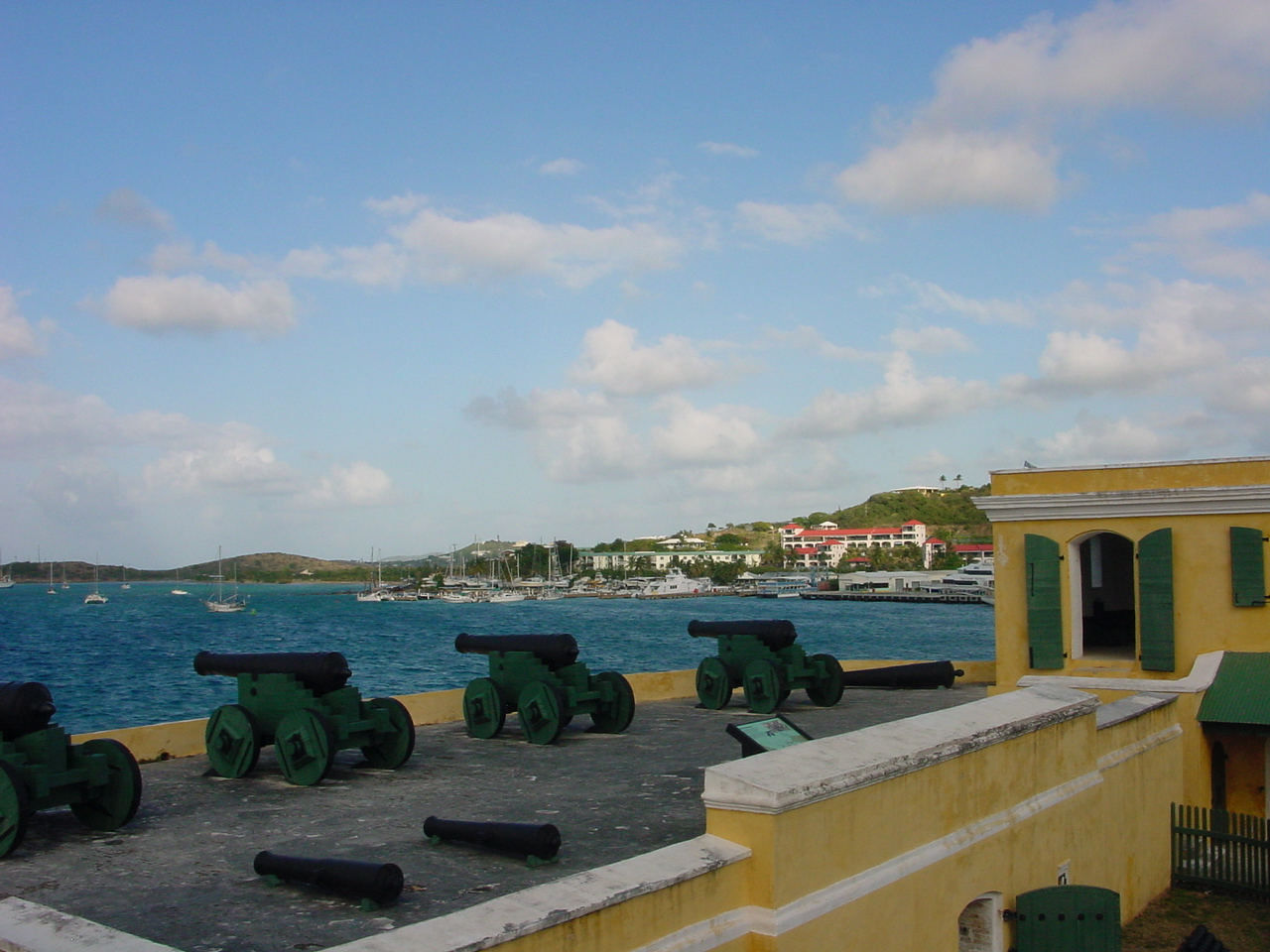
Kanonnen van Christiansværn
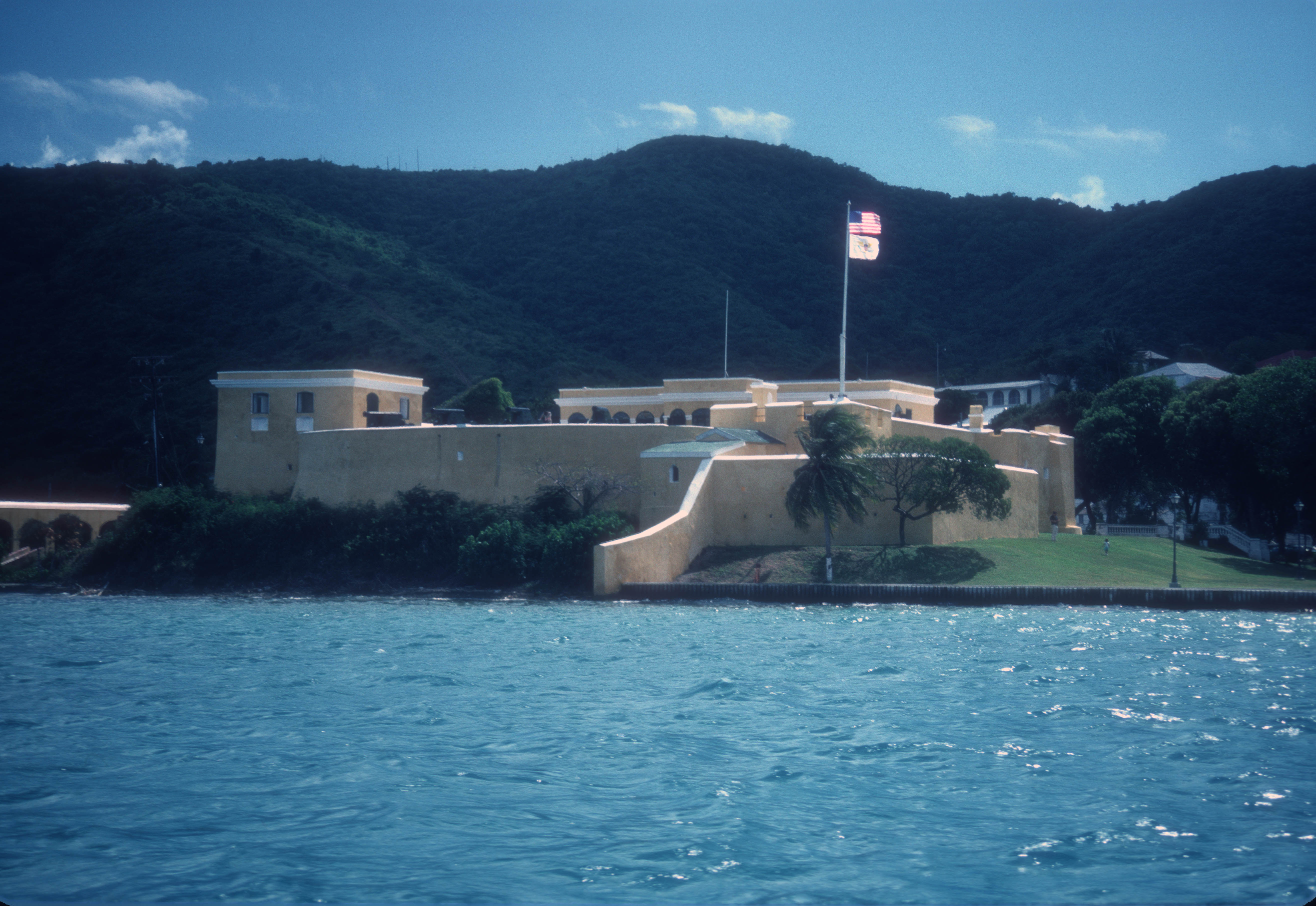
Fort Christiansværn gezien vanaf de zee